# Paracaleana gracilicordata
Paracaleana gracilicordata är en orkidéart som beskrevs av Stephen Donald Hopper och Andrew Phillip Brown. Paracaleana gracilicordata ingår i släktet Paracaleana och familjen orkidéer. Inga underarter finns listade i Catalogue of Life.